# Libro Terzo della Metafisica
Il terzo libro della Metafisica, chiamato anche β, presenta l'enunciazione delle cosiddette aporie (da α πόρος lett. "mancanza di cammino": per Aristotele si tratta dell'opposizione di due tesi contrapposte che hanno simile forza e simile debolezza, una pari capacità dimostrativa che apparentemente non permette di scegliere una direzione corretta), che sono le singole difficoltà che la scienza deve affrontare per giungere alla conoscenza. 
Aristotele sostiene che lo scioglimento di queste aporie sia un percorso necessario, considerando sia le dottrine dei filosofi precedenti (e le rispettive problematicità), sia le questioni che fino a questo momento erano state trascurate. 
Il primo capitolo prevede una veloce rassegna delle 15 aporie, che poi verranno svolte e spiegate nei successivi 5 capitoli e proseguiranno nel quarto libro (γ). 
Essendo la Metafisica la scienza dell'Essere in quanto essere e delle sue proprietà per sé, la prima aporia sarà quella che funge da statuto epistemologico della scienza stessa, il cui scioglimento porterà a dimostrare come sia possibile fare una scienza unica di un soggetto molteplice. Il filosofo, colui che ha il compito di fare scienza, deve passare attraverso tutte le confutazioni per giungere alla soluzione, anche chiamata euporia (da ευπορεῖν).  
1 Aporia: Sulla scienza o molteplicità di scienze: 
"Una prima aporia ha per oggetto quelle cose intorno alle quali abbiamo sviluppato le difficoltà in ciò che si è detto all'esordio: se studiare le cause sia compito di una sola o di molte scienze." 
Ogni scienza per Aristotele è scienza delle cause, la filosofia è scienza delle cause prime che ha come oggetto l'Essere in quanto essere e le sue proprietà, che ha come cause le quattro già individuate nella Fisica: causa motrice, causa formale, causa finale e causa materiale; ci si chiede dunque se la filosofia possa essere scienza unica di tutt'e quattro le cause, o se debbano esistere scienze separate. La soluzione di questa aporia viene formulata da Aristotele ricorrendo al concetto di omonimia πρὸς ἔν, secondo il quale l'Essere sia "detto in molti sensi" (concezione multi vocistica dell'Essere), che mina solo apparentemente la possibilità di fare scienza unica: tutti i sensi in cui l'essere viene detto, si riferiscono tutti al primo (che è la sostanza), anche se in modi diversi, creando una concezione unitaria.  
2 Aporia: Sugli Assiomi: 
"Ancora, se sia compito della scienza conoscere solamente i principi primi della sostanza o speculare intorno ai principi dai quali tutti operano le dimostrazioni: per esempio, se sia possibile affermare o negare la medesima e unica cosa nello stesso tempo, o no, e intorno agli altri principi siffatti."  
Gli Assiomi, o principi, per Aristotele sono due e sono indimostrabili e inconfutabili, sono presenti nella realtà e tutti gli uomini li rispettano anche inconsapevolmente, e anche se volessero negarli, li riaffermerebbero. Questi due principi sono il principio di non contraddizione (principio dei principi) e il principio del terzo escluso.
3 Aporia: Sulle sostanze e sugli Accidenti:
"Ammesso che la scienza abbia per oggetto la sostanza, se un'unica scienza abbia per oggetto tutte le sostanze o più scienze; e nel caso che siano più scienze, se siano tutte quante dello stesso genere oppure si debba dire che alcune di esse sono sapienze e altre qualcos'altro."
Lo scioglimento e la risoluzione di tutte le aporie successive si trova nel prosieguo del libro β, ma soprattutto nel quarto libro (γ).